# Mickey Miller
Michael "Mickey" Miller (anteriormente Swann) es un personaje ficticio de la serie de televisión británica EastEnders, interpretado por el actor Joe Swash del 15 de abril del 2003 hasta el 1 de julio del 2008. Joe regresó de nuevo a la serie el 19 de septiembre del 2011 y su última aparición fue el 20 de septiembre del mismo año.

## Antecedentes
Mickey es el hijo de Mike Swann y Rosie Miller, su padre los dejó cuando Mickey apenas tenía tres años, creció con su hermana Dawn Swann y con sus medios hermanos Demi y Darren Miller. Mickey siempre ha considerado al novio de su madre y padre de sus medios hermanos, Keith Miller como a su verdadero padre, por lo que decidió usar su apellido.